# آلن وان لانکر
آلن وان لانکر (فرانسوی: Alain van Lancker‎؛ زادهٔ ۱۵ مهٔ ۱۹۴۷) دوچرخه‌سوار اهل فرانسه است.